# جركس عثمان باشا
البكلربك جركس عثمان باشا هو سياسي عثماني شغل منصب والي دمشق منذ 1723 حتى 1725.

## مناصبه
تولى المناصب التالية:
- والي صيدا (1712–1715)
- والي دمشق (1723-1725)
- والي صيدا (1717–1718)
- والي صيدا (1725–1726)